# Metrobús (Caracas)
El Metrobús es un sistema venezolano de transporte público que forma parte del Metro de Caracas, inaugurado el 4 de octubre de 1987 como sistema de transporte alimentador. Inicialmente el sistema de Metrobús tenía planeado sustituir a todos los transportes públicos y líneas urbanas que prestan servicios en Caracas y la zona Metropolitana, pero por falta de recursos sólo iniciaron operaciones un número mínimo de rutas, las cuales en la actualidad se están aumentando. El Metrobús es un sistema de autobuses urbanos que parten de las estaciones y complementan el servicio permitiendo llegar a sectores donde el metro no tiene cobertura directa.

## Cobertura
El Metrobús actualmente cubre  59 rutas urbanas y 10 rutas suburbanas en el Distrito Metropolitano de Caracas y sus zonas aledañas, incluyendo a Catia La Mar, Carayaca, Guarenas, Guatire, La Guaira, Los Teques y San Antonio de Los Altos.

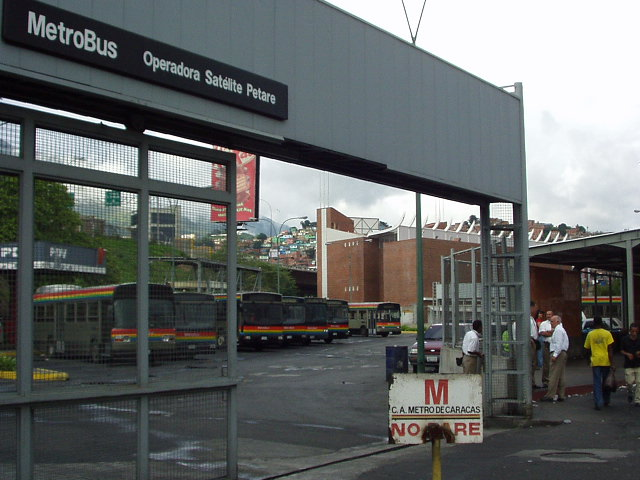
Imagen de la operadora satélite ubicada en la estación Petare (2004).

## Infraestructura
El Sistema comprende un conjunto de instalaciones clave para su funcionamiento, a saber:
- Operadoras: hay dos. Una está ubicada en la Estación La Paz en el oeste de la ciudad, y otra en la Estación Petare, al este.
- Patios: en las estaciones La Rosa en Guatire y El Tambor en Los Teques.
- Puestos de Control: localizados en las estaciones Zoológico, La Paz, El Valle, Bellas Artes, Plaza Venezuela, Chacaíto, Altamira, Los Cortijos, La California y Petare.
- Terminales: en las estaciones La Paz, Petare, Trapichito en Guarenas y La Rosa en Guatire.
- Garajes: Miranda, Chacao y El Morro en Guarenas.

## Flota

### Flota antigua
- MetroBus  Leyland National Mark I - Leyland 510 ( 35 unidades )
- MetroBus  Carrocería Alkon Gran Urbano - Pegaso 1217 (solo pocos operaron)
- MetroBus  Marcopolo Torino G4 - Volvo B10M  - ( 1 sola unidad única en el mundo )
- MetroBus  Renault Agora L Articulado - Renault (solo estuvo de prueba por unos meses por promoción de Renault y luego fue llevado a Colombia para pruebas en el TransMilenio
- MetroBus  Unicar U90 - Pegaso 6424 - ( 50 unidades )
- MetroBus   Enasa Urbano (Especial) - Pegaso 6424 - ( 50 unidades )
- MetroBus  Renault Integral PR100.2 - Renault PR100.2 - ( 50 unidades )
- MetroBus  Fanabus U90 - Renault PR100.2 - ( 70 unidades )
- MetroBus   Encava E-NT3300 - Cummins 6CT TurboDiesel 8.3 275Hp - ( 8 unidades )
- MetroBus   Encava E-NT3300 Special - Mercedes-Benz OH-1420 - ( 7 unidades )
- MetroBus  Blue Bird Convencional No Integral - Ford F-750 (operó como transporte escolar para los hijos del personal del metro)

### Flota nueva
- MetroBus Fanabus Rio3000 - Volvo B7R (casi retirados de flota) adquiridos en 2006
- MetroBus Busscar Urbanuss Pluss - Volvo B7R (pocos operan) adquiridos en 2007
- MetroBus Yutong ZK6180HGC a gas combustible (GNC) - adquiridos en 2012
- MetroBus  ZK6180HGC a diésel - adquiridos en 2014
- MetroBus  ZK6118HGA - Cummins ISLe 290Hp (promocionados como BusCaracas) (la mayoría de estos están operativos para rutas suburbanas
- MetroBus Encava Ent3300-Mercedes-Benz OH-1420-Encava Cummins Grande - adquiridos en 2005
- MetroBus CAndinas Pana Urbe-iveco-fiat EcoDaily 65C14CNG-Serie TurboDaily (en operación para el Metro de Los Teques) - adquiridos en 2007
- MetroBus Maz 256-Deutz BF4M 1013 FL
- MetroBus Maz 152 Intercity-Mercedes-Benz OM-501 LA
- MetroBus  Tatsa Puma GNC 10.5 Euro III-Cummins BG230 (nuevas unidades promocionadas como BusCaracas hechas en Argentina, solo se trajo una de estas unidades que estuvo en pruebas)
- MetroBus  Yutong ZK6100NGA9 - las últimas unidades adquiridas en color rojo para el MetroBus Caracas
- MetroBus  Yutong ZK6896HG - MetroBus pequeño
- MetroBus  Yutong ZK6126HG - MetroBus grande adquirido en 2024 (100 unidades adquiridas en color verde)

## Grúas
- Iveco - FIAT Tector 170E22T EuroCargo (solo 3 grúas de este mismo modelo)
- Volvo vm 280 (y una de este)
- HOWO SINOTRUK 50T (y dos de estas nuevas)

## Rutas
| Rutas Expreso | Rutas Expreso                      |
| ------------- | ---------------------------------- |
| Ruta 931      | Zona Rental - Caricuao - Zoológico |
| Ruta 932      | Teatros - Las Adjuntas             |
| Ruta 933      | Zona Rental - La Rinconada         |

| Ruta Troncal-Alimentador | Ruta Troncal-Alimentador                                |
| ------------------------ | ------------------------------------------------------- |
| Ruta troncal             | Antímano - La Yaguara - Centro                          |
| Ruta troncal             | Macarao - Antímano - Autopista - Centro                 |
| Ruta troncal             | La Vega - El Paraíso - Centro                           |
| Ruta alimentadora        | Petare - La Dolorita                                    |
| Ruta alimentadora        | Los Cortijos - Caucagüita                               |
| Ruta alimentadora        | Gato Negro - El Limón                                   |
| Ruta alimentadora 001    | La California - Macaracuay                              |
| Ruta alimentadora 002    | La California - El Llanito                              |
| Ruta alimentadora 003    | La California - La Urbina - El Marqués                  |
| Ruta alimentadora 021    | Palo Verde - Lomas del Ávila                            |
| Ruta alimentadora 022    | Palo Verde I (MetroCable) - Palo Verde II (MetroCable)  |
| Ruta alimentadora 102    | Miranda - El Cafetal                                    |
| Ruta alimentadora 103    | Miranda - El Hatillo                                    |
| Ruta alimentadora 104    | Miranda - Terrazas del Club Hípico - La Trinidad        |
| Ruta alimentadora 111    | Los Dos Caminos - Sebucán                               |
| Ruta alimentadora 121    | Los Cortijos - Caurimare - Santa Paula                  |
| Ruta alimentadora 122    | Los Cortijos - Boleíta                                  |
| Ruta alimentadora 221    | Chacaíto - Las Mercedes                                 |
| Ruta alimentadora 222    | Chacaíto - Terrazas del Club Hípico - Baruta            |
| Ruta alimentadora 302    | Sabana Grande - La Florida                              |
| Ruta alimentadora 314    | Plaza Venezuela - Las Palmas                            |
| Ruta alimentadora 315    | Plaza Venezuela - Colinas del Bello Monte               |
| Ruta alimentadora 316    | Plaza Venezuela - Simón Rodríguez - Sarría              |
| Ruta alimentadora 421    | Bellas Artes - San Bernardino                           |
| Ruta alimentadora 501    | Propatria - Casalta                                     |
| Ruta alimentadora 541    | Manicomio - Lidice - Agua Salud                         |
| Ruta alimentadora 542    | Lidice - Agua Salud                                     |
| Ruta alimentadora 561    | Capitolio - Puerta de Caracas                           |
| Ruta alimentadora 601    | Antímano - Montalbán - La Paz                           |
| Ruta alimentadora 604    | La Paz - Centro de Formación - Centro de Rehabilitación |
| Ruta alimentadora 605    | La Paz - 23 de Enero - Agua Salud                       |
| Ruta alimentadora 606    | La Paz - La Vega                                        |
| Ruta alimentadora 621    | Maternidad - Eucaliptos - Hospital Militar              |
| Ruta alimentadora 641    | El Silencio - Cuartel de la Montaña (4F)                |
| Ruta alimentadora 661    | Nuevo Circo - San Agustín                               |
| Ruta alimentadora 681    | Bello Monte - Chuao                                     |
| Ruta alimentadora 711    | Ruiz Pineda - Brisas del Alba                           |
| Ruta alimentadora 712    | Ruiz Pineda - UD 7                                      |
| Ruta alimentadora 731    | Zoológico - UD 6 - UD 4                                 |
| Ruta alimentadora 771    | La Yaguara - Hospital Algodonal - Carapa                |
| Ruta alimentadora 801    | La Rinconada - Cacique Tiuna                            |
| Ruta alimentadora 802    | La Rinconada - Las Mayas - Barrio Trícolor              |
| Ruta alimentadora 803    | La Rinconada - Felipe Antonio Acosta                    |
| Ruta alimentadora 823    | Coche - Polígono                                        |
| Ruta alimentadora 841    | Los Jardines - Ciudad Tiuna                             |
| Ruta alimentadora 921    | Ciudad Universitaria - Santa Mónica                     |

| Rutas suburbanas   | Rutas suburbanas                                                      |
| ------------------ | --------------------------------------------------------------------- |
| Ruta suburbana     | Petare - Las Rosas (Guatire)                                          |
| Ruta suburbana     | La Yaguara - El Junquito                                              |
| Ruta suburbana     | Terminal La Zorra (Catia la Mar) - Carayaca                           |
| Ruta suburbana 011 | Petare - Guarenas                                                     |
| Ruta suburbana 013 | Petare - Guatire                                                      |
| Ruta suburbana 014 | Petare - Terminal de Oriente                                          |
| Ruta suburbana 531 | Gato Negro - El Trébol (Maiquetía) - Terminal La Zorra (Catia la Mar) |
| Ruta suburbana 532 | Gato Negro - Terminal Hugo Chávez (La Guaira)                         |
| Ruta suburbana 821 | Coche - Los Teques                                                    |
| Ruta suburbana 822 | Coche - San Antonio de Los Altos                                      |